# Darling (니시노 카나의 노래)
〈Darling〉(달링)은 일본의 여자 팝 가수 니시노 카나의 24번째 싱글이다. 전작 〈We Don't Stop〉에서 약 2개월 만의 싱글로, 2014년 8월 13일에 SME 레코드에서 발매되었다. 대한민국에는 정규 음반 《with LOVE》에 수록되어 2014년 11월 13일에 발매되었다.

## 수록곡
- 전체 작사: 니시노 카나

| #            | 제목               | 재생 시간 |
| ------------ | ------------------ | --------- |
| 1.           | 〈Darling〉        | 4:13      |
| 2.           | 〈LOVE & JOY〉     | 3:07      |
| 3.           | 〈Still love you〉 | 4:05      |
| 총 재생 시간 | 총 재생 시간       | 11:25     |

## 차트 성적
- 오리콘 싱글 차트: 주간 최고 6위